# Bryconamericus brevirostris

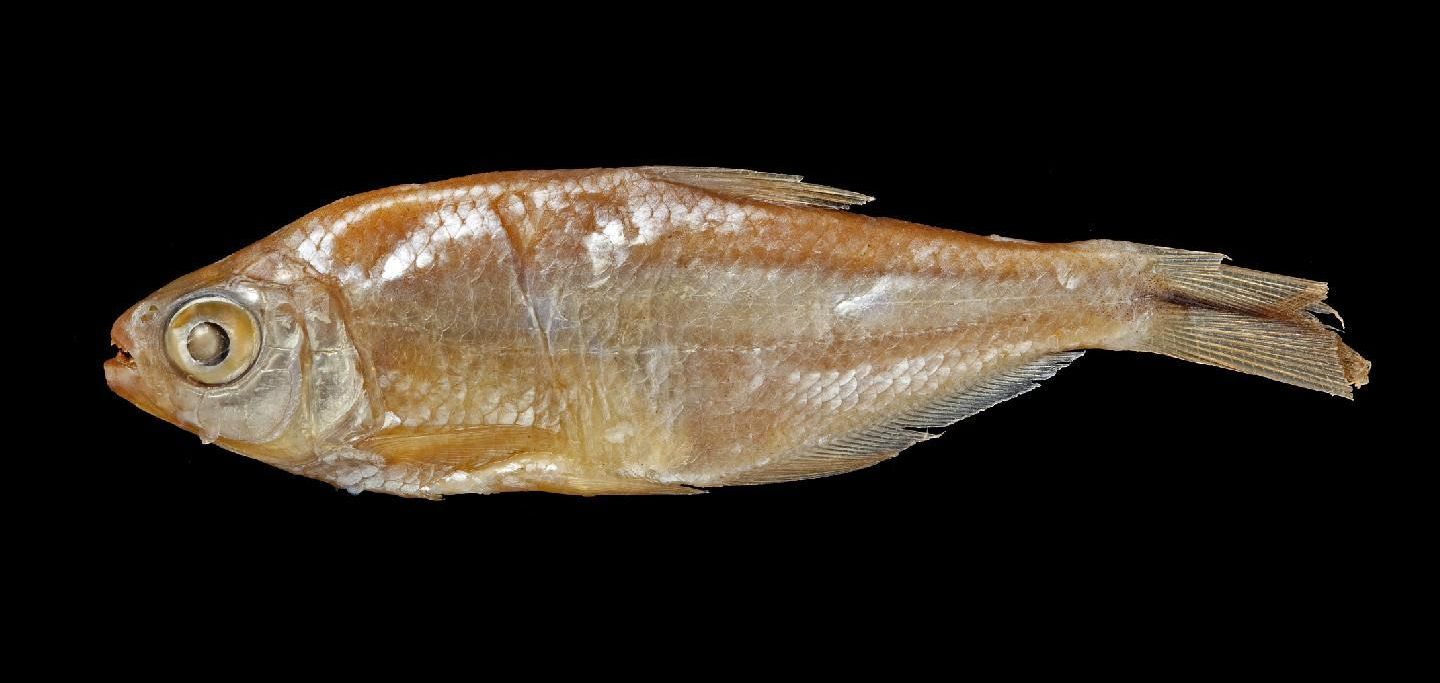
Imatge d'un especimen de Bryconamericus brevirostris.

Bryconamericus brevirostris és una espècie de peix de la família dels caràcids i de l'ordre dels caraciformes.

## Morfologia
- Els mascles poden assolir 9,5 cm de llargària total.[5]

## Hàbitat
Viu en zones de clima tropical.

## Distribució geogràfica
Es troba a Sud-amèrica: rius costaners del Perú i l'Equador.